# Austrálie na Zimních olympijských hrách 2018
Austrálie se zúčastnila Zimních olympijských her 2018 v Pchjongčchangu v Jižní Koreji, které probíhaly od 9. do 25. února 2018. Reprezentovalo ji 50 sportovců v 10 sportech. Austrálie na těchto hrách získala celkem dvě stříbrné a jednu bronzovou medaili, což byl stejný medailový zisk země jako na předchozích zimních olympijských hrách.

## Medailové pozice
| Medaile | Jméno         | Sport                | Disciplína           | Datum          |
| ------- | ------------- | -------------------- | -------------------- | -------------- |
| Stříbro | Matt Graham   | Akrobatické lyžování | Jízda v boulích muži | 12. února 2018 |
| Stříbro | Jarryd Hughes | Snowboarding         | Snowboardcross mužů  | 15. února 2018 |
| Bronz   | Scott James   | Snowboarding         | U rampa mužů         | 14. února 2018 |

## Počty účastníků podle sportovních odvětví
Počet sportovců startujících v jednotlivých olympijských sportech:
| Sport                | Muži | Ženy | Celkem |
| -------------------- | ---- | ---- | ------ |
| Akrobatické lyžování | 6    | 10   | 16     |
| Alpské lyžování      | 2    | 1    | 3      |
| Běh na lyžích        | 3    | 3    | 6      |
| Boby                 | 4    | 0    | 4      |
| Krasobruslení        | 2    | 2    | 4      |
| Rychlobruslení       | 1    | 0    | 1      |
| Saně                 | 1    | 0    | 1      |
| Short track          | 1    | 1    | 2      |
| Skeleton             | 1    | 1    | 2      |
| Snowboarding         | 7    | 5    | 12     |
| Celkem               | 28   | 23   | 51     |